# Спиропали, Элиса
Элиса Спиропали (алб. Elisa Spiropali; род. 15 марта 1983, Тирана) — албанский политический и государственный деятель. Член Социалистической партии Албании. Государственный министр по связям с парламентом Албании с 17 января 2019 года. Депутат Народного собрания Албании с 2017 года.

## Биография
Родилась 15 марта 1983 года в Тиране, столице Албании.
Училась два года в гимназии имени Кемаля Стафы в Тиране, затем в Колледже имени Лестера Пирсона (Pearson College UWC) в Канаде, после получения стипендии в качестве одной из пяти лучших школьников Албании. В 2005 году окончила американский женский Колледж Маунт-Холиок в штате Массачусетс, получила степени бакалавра экономики и бакалавра политологии. Провела один семестр в Буэнос-Айресе, чтобы изучить Аргентинский экономический кризис. В 2007 году получила степендию и изучала Университете Сассекс.
Является членом Социалистической партии Албании с 2009 года. Была кандидатом на парламентских выборах 2009 года. Избрана президентом Форума евросоциалистической молодёжи Албании (FRESSH). Являлась депутатом муниципалитета Тираны и пресс-секретарём Президиума Социалистической партии.
С октября 2013 по март 2015 года являлась генеральным директором Главного таможенного управления.
По результатам парламентских выборов 2017 года избрана депутатом Народного собрания Албании от Социалистической партии Албании в округе Корча. Переизбрана 25 апреля 2021 года в округе Тирана. Занимала должности заместителя председателя парламентской группы социалистов и заместителя председателя Комитета по труду, социальным вопросам и здравоохранению с 2017 по 2019 год.
17 января 2019 года назначена государственным министром по связям с парламентом Албании во втором кабинете Рамы, сменила Эрмонелу Фелай в ходе реорганизации кабинета министров после студенческих и антикоррупционных протестов. Сохранила должность в третьем кабинете Рамы.

## Личная жизнь
Замужем, у неё двое детей.